# Joseph Duncan (peintre)
 (mai 2025).
Si vous disposez d'ouvrages ou d'articles de référence ou si vous connaissez des sites web de qualité traitant du thème abordé ici, merci de compléter l'article en donnant les références utiles à sa vérifiabilité et en les liant à la section « Notes et références ».
 (mai 2025).
La mise en forme du texte ne suit pas les recommandations de Wikipédia : il faut le « wikifier ».
Les points d'amélioration suivants sont les cas les plus fréquents. Le détail des points à revoir est peut-être précisé sur la page de discussion.
- Les titres sont pré-formatés par le logiciel. Ils ne sont ni en capitales, ni en gras.
- Le texte ne doit pas être écrit en capitales (les noms de famille non plus), ni en gras, ni en italique, ni en « petit »…
- Le gras n'est utilisé que pour surligner le titre de l'article dans l'introduction, une seule fois.
- L'italique est rarement utilisé : mots en langue étrangère, titres d'œuvres, noms de bateaux, etc.
- Les citations ne sont pas en italique mais en corps de texte normal. Elles sont entourées par des guillemets français : « et ».
- Les listes à puces sont à éviter, des paragraphes rédigés étant largement préférés. Les tableaux sont à réserver à la présentation de données structurées (résultats, etc.).
- Les appels de note de bas de page (petits chiffres en exposant, introduits par l'outil «  Source ») sont à placer entre la fin de phrase et le point final[comme ça].
- Les liens internes (vers d'autres articles de Wikipédia) sont à choisir avec parcimonie. Créez des liens vers des articles approfondissant le sujet. Les termes génériques sans rapport avec le sujet sont à éviter, ainsi que les répétitions de liens vers un même terme.
- Les liens externes sont à placer uniquement dans une section « Liens externes », à la fin de l'article. Ces liens sont à choisir avec parcimonie suivant les règles définies. Si un lien sert de source à l'article, son insertion dans le texte est à faire par les notes de bas de page.
- La présentation des références doit suivre les conventions bibliographiques. Il est recommandé d'utiliser les modèles {{Ouvrage}}, {{Chapitre}}, {{Article}}, {{Lien web}} et/ou {{Bibliographie}}. Le mode d'édition visuel peut mettre en forme automatiquement les références.
- Insérer une infobox (cadre d'informations à droite) n'est pas obligatoire pour parachever la mise en page.

Pour une aide détaillée, merci de consulter Aide:Wikification.
Si vous pensez que ces points ont été résolus, vous pouvez retirer ce bandeau et améliorer la mise en forme d'un autre article.
Pour les articles homonymes, voir Joseph Duncan (homonymie) et Duncan.
Joseph Duncan Smyth, dit Jo Duncan, né le 16 décembre 1920 à Londres et mort le 5 juillet 2015 à Barjac, est un peintre et sculpteur franco-irlandais rattaché au mouvement CoBrA.

## Biographie
Né de parents irlandais, Joseph Duncan Smyth commence à peindre en 1940 dans les hôpitaux militaires après l'évacuation de Dieppe. Il étudie à la Slade School of Fine Art de Londres entre 1944 et 1949. Il enseigne ensuite à la Slade School et à la Guildford School of Art, avant de se rendre compte de la difficulté de concilier l'enseignement et la création artistique. En 1951, il quitte l'Angleterre pour s'installer à Paris.
Entre 1952 et 1954, il séjourne à Vence dans le sud de la France, où il se lie d'amitié avec Max Ernst et Pablo Picasso. Initialement sculpteur, Duncan se consacre à la peinture à la suite d’un accident causé par l'une de ses sculptures[réf. nécessaire].
Par la suite, il s’installe en Italie, où il organise sa première exposition importante à la galerie Schettini de Milan. Il réside ensuite dix-huit mois en Sardaigne, puis à Marino, dans les montagnes proches de Rome. Il retourne à Paris en 1957 et s’installe dans le quartier du Marais.
En 1984-1985, Jo Duncan est invité au Cleveland Institute of Art aux États-Unis. Il expose régulièrement dans les capitales européennes, ainsi qu’aux États-Unis et au Japon.
Son œuvre, ancrée dans la tradition, exprime des idées modernes. Elle évoque par sa violence gestuelle et l'épaisseur de la matière, l’esthétique du mouvement CoBrA. Dans les années 1960, ses œuvres traduisent une recherche mystique et une interrogation sur la dualité corps/esprit.
Artiste difficile à classer, il est particulièrement apprécié dans les pays nordiques et anglo-saxons, où il est régulièrement exposé. Il participe notamment à l’Exposition universelle de Bruxelles (1958) et à l’Exposition universelle de Montréal (1967).
En 1973, il reçoit un prix de la Royal Academy pour son œuvre.
Le style de Jo Duncan, proche de l’expressionnisme abstrait, intègre des éléments du dripping. Taches, éclaboussures, figures stylisées (têtes, fleurs, yeux) évoquent parfois l’art brut. Il a également réalisé quelques œuvres monumentales, dont Still Life with Dancers (1954), fresque représentant des personnages dansants.

## Expositions personnelles
- 1952 – Atelier Varaud, Toulon, France
- 1952 – Galerie Le Canard, Amsterdam, Netherlands
- 1953 – Galerie Les Trois Mages, Venise, Italy
- 1954 – Galerie Schettini, Milan, Italy
- 1954 – Galerie Numero, Florence, Italy
- 1955 – Galerie Franck Zimmer, Francfort, Germany
- 1956 – Galerie Numero, Florence, Italy
- 1957 – Stedelijk Museum, Amsterdam, Netherlands
- 1957 – Galerie Pictura, Groningen, Netherlands
- 1957 – Galerie Saint Laurent, Bruxelles, Belgium
- 1958 – Galleria del Cavallino, Venice, Italy
- 1959 – Galerie Parnass, Wuppertal, Germany
- 1959 – Galleria del Naviglio, Milan, Italy
- 1959 – Galerie Suzanne Bollag, Zürich, Switzerland
- 1961 – Galerie Fricker, Paris, France
- 1961 – Molton Gallery, London, United Kingdom
- 1962 – Galerie de Verneuil, Paris, France
- 1962 – Gouaches exhibition, Palma de Mallorca, Spain
- 1963 – New Gallery, Belfast, Northern Ireland
- 1963 – Galleria La Cittadella, Ascona, Switzerland
- 1964 – Galerie de Beaune, Paris, France
- 1964 – Osiris Gallery, Oxford, United Kingdom
- 1967 – Galerie Moderne, Silkeborg, Denmark
- 1975 – Galerie Riis, Trondheim, Norway
- 1977 – Galerie Rive Gauche, Paris, France
- 1979 – Galerie Noerland, Österlund, Sweden
- 1981 – Galerie Bülowska, Malmö, Sweden
- 1982 – Galerie Grippen, Karlstad, Sweden
- 1983 – Centre culturel, Thonon-les-Bains, France
- 1984/1985 – Cleveland, Ohio, United States
- 1986 – Galerie Septentrion, Marcq-en-Barœul, France
- 1990 – Château de Barjac, Barjac, France
- 1991 – Exhibition hall, Encamp, Andorra
- 1992 – Point Central, Charleville, France

## Expositions collectives

### 1958
- Exposition Universelle de Bruxelles
- Biennale de Venise

### 1967
- Exposition Universelle de Montréal
- Salon de Mai
- Salon d'Art Sacré

## Musées
- Centre national d'art et de culture Georges-Pompidou, Paris - France
- Musées royaux des Beaux-Arts de Belgique, Bruxelles
- Musée de Ciudad Bolivar, Venezuela
- Stedelijk Museum, Amsterdam – Pays-Bas
- Collection de la Ville d'Amsterdam, Pays-Bas
- Musée de Groningen, Pays-Bas
- Providence Museum, Rhode Island – États-Unis
- Museum of New Mexico, Santa Fe – Nouveau-Mexique
- Phoenix Museum, Phoenix – Arizona – États-Unis
- Sam Marx Collection, Chicago – États-Unis
- National Art Fondation, Monticello - Illinois - États-Unis
- Gugghenheim Collection, Venise - Italie
- Boston University, Boston – États-Unis
- La Jolla Art Center, San Diego – États-Unis
- City of Amsterdam Art Collection, Amsterdam – Pays-Bas
- Université Colgate, Hamilton - État de New York – États-Unis
- Museum of San Diego, San Diego –États-Unis
- London County Council, Londres – Grande-Bretagne
- Air France, Les Invalides, Paris – France
- Tate Gallery, Londres – Grande-Bretagne
- Modern Art Museum, Dublin – Irlande
- Maison de la culture, Grenoble – France
- Musée d’Art et d’Industrie, Saint-Étienne – France
- Musée de St Omer, France
- Musée de Dunkerque, France

### Sources secondaires
- Stedelijk Museum Amsterdam – Archives d’expositions et collections permanentes.
- RKD – Netherlands Institute for Art History, base de données biographique et artistique.
- Centre Pompidou, Paris – fonds documentaires et expositions contemporaines.